# Военный Добровольческий крест
Военный Добровольческий крест — государственная награда Польской Республики.

## История
Крест вместе с Военной Добровольческой медалью был учреждён указом Президента Польской Республики от 15 июня 1939 года.

## Положение
Крест предназначался для награждения гражданских лиц, добровольно участвовавших в войне 1918 - 1921 годов в составе Войска Польского, отмеченных за мужество и стойкость военным орденом «Виртути милитари» или Крестом Храбрых; либо получивших ранения на поле боя; либо прослуживших в составе действующего подразделения не менее трёх месяцев.

## Описание

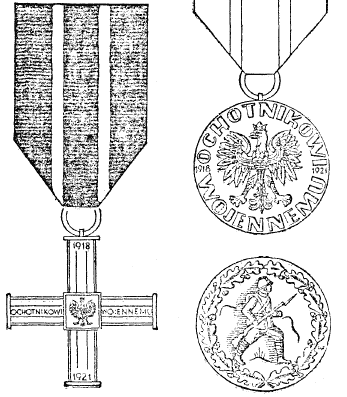
Добровольческий крест и Добровольческая медаль (аверс и реверс)

Знак креста по своей форме и размерам идентичен знаку креста Независимости, но с некоторыми изменениями.
Так, изготавливать его предполагалось из стали, оксидированной под серебро. Вместо чёрной эмали, покрывающей лицевую сторону креста Независимости, применялось чернение.
На горизонтальных плечах креста выгравирована надпись: «OCHOTNIKOWI-WOJENNEMU». На вертикальных плечах креста проставлены даты: «1918» (вверху) и «1921» (внизу). В центральной части креста в квадратном медальоне, покрытом белой эмалью, изображён коронованный орёл.
Оборотная сторона полностью повторяет оборотную сторону креста Независимости.

## Лента
Лента красного цвета с двумя белыми продольными полосками посередине. Ширина ленты 37 мм, ширина белых полосок 3 мм.